# Albertirsa (stacja kolejowa)
Albertirsa (węg. Albertirsa vasútállomás) – stacja kolejowa w Albertirsa, w komitacie Pest, na Węgrzech. 
Stacja znajduje się na ważnej linii 100 Budapest – Cegléd – Szolnok – Debrecen – Nyíregyháza i obsługuje pociągi regionalne. 

## Linie kolejowe
- Linia 100 Budapest – Cegléd – Szolnok – Debrecen – Nyíregyháza